# 林维熊
林维熊，明朝政治人物，福建人。
林维熊曾于1539年接替卢复元任崇明县知县，1541年由周岐伯接任。